# Destins d'animaux
Destins d'animaux est une peinture expressionniste de Franz Marc réalisée en 1913, trois ans avant sa mort sur le front de la Première Guerre mondiale.
Il s'agit d'une de ses œuvres les plus célèbres. Sur une étude préparatoire à l'aquarelle  Marc avait donné ce titre : Les arbres  montraient leurs cercles, les animaux leurs veines. Au dos, Marc avait écrit Et tout Être est agonie flamboyante comme une vision apocalyptique de la guerre prochaine. Paul Klee, ami de Marc, est à l'origine du titre actuel du tableau.

## Histoire
Le tableau de grandes dimensions a été réalisé en 1913 à Sindelsdorf, village où résidait Marc. Il exprime le style abstrait naissant de l'artiste. Pour ce tableau, Franz Marc s'est inspiré de sa lecture de La Légende de saint Julien l’Hospitalier de Gustave Flaubert.
En 1913, Franz Marc a contribué à l'orientation du premier salon d'automne de Herwarth Walden, qui a eu lieu à Berlin à partir de septembre. Il avait livré sept tableaux à cette exposition, dont La Tour des chevaux bleus et Destins d'animaux. Lorsque pendant la guerre il a reçu  de son ami collectionneur Bernhard Koehler une carte postale représentant Destins d'animaux, il a écrit à sa femme  Maria le 17 mars 1915, depuis le front :

« À sa vue j'étais très touché et excité. C'est comme une prémonition de cette guerre, horrible et poignante ; Je peux difficilement imaginer avoir peint cela ! La photo floue  agit de façon incroyablement vraie qui m'effraie. »

En novembre 1916, le tableau a été exposé à la Galerie Sturm de Herwarth Walden à Berlin avec 52 autres tableaux à l'occasion de l'exposition En souvenir de Franz Marc. Puis les tableaux ont été stockés dans l'entrepôt d'un transporteur berlinois. Alors qu'une grande partie des tableaux avaient déjà été expédiée à Wiesbaden, un incendie nocturne a détruit un tiers du tableau.

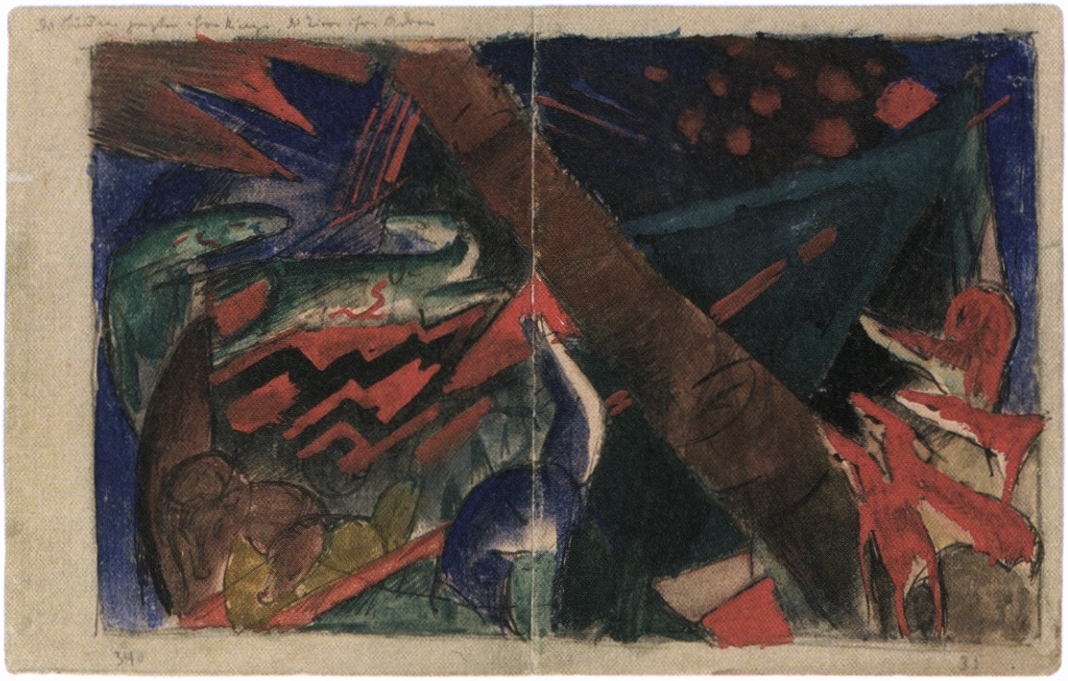
Les arbres montraient leurs cercles, les animaux leurs veines, 1913, étude à l'aquarelle, Bayerische Staatsgemälde, Munich

Maria Marc a pris ce malheur comme une opportunité de dénoncer le travail de Walden concernant l'œuvre de son mari. Paul Klee a restauré le tableau chez Maria Marc à Ried au printemps 1919  d'après l'étude préalable à l'aquarelle de 1913 et des photos « comme service amical pour les compagnons de guerre tombés dont il n'a jamais partagé l'enthousiasme guerrier ». La différence sans le rendu des couleurs rappelle encore aujourd'hui cet incendie.

### Sources et bibliographie
- (de) Cet article est partiellement ou en totalité issu de l’article de Wikipédia en allemand intitulé « Tierschicksale » (voir la liste des auteurs).
- (de) Michael Baumgartner, Cathrin Klingsöhr-Leroy, Katja Schneider (Hrsg.), Franz Marc. Paul Klee. Dialog in Bildern. Nimbus. Kunst und Bücher, Wädenswil 2010,  (ISBN 978-3-907142-50-9)
- Gustave Flaubert: Trois contes. Un cœur simple, La légende de saint Julien l’Hospitalier, Hérodias. Paris 1877.
- (de) Andreas Hüneke, Franz Marc. Tierschicksale. Kunst als Heilsgeschichte. Fischer, Francfort-sur-le-Main 2000,  (ISBN 978-3-596-11133-6)
- (de) Claudia Öhlschläger, Tierschicksale. Franz Marcs »Animalisierung der Kunst« oder der Kampf um eine Ästhetik der Moderne. Dans : Konzepte der Moderne, DFG-Symposion 1997. Éditeur : Gerhart von Graevenitz.  Stuttgart, Weimar 1999 (Germanistische Symposien Berichtsbände. 20), pp. 389–416  (ISBN 978-3-476-01684-3)